# Doug Drabek
Pour les articles homonymes, voir Drabek.
Douglas Dean Drabek (né le 25 septembre 1962 à Victoria, Texas, États-Unis) est un ancien lanceur droitier au baseball. Il a joué dans les Ligues majeures de 1986 à 1998, où il s'est illustré avec les Pirates de Pittsburgh et les Astros de Houston.
Il a remporté le trophée Cy Young comme meilleur lanceur de la Ligue nationale en 1990 et fut invité une fois au match des étoiles du baseball majeur.

## Carrière
Doug Drabek est repêché par les White Sox de Chicago en 1983 mais passe aux Yankees de New York dans une transaction en 1986 alors qu'il évolue toujours dans les ligues mineures. Il fait ses débuts dans les Ligues majeures avec la formation new-yorkaise le 30 mai 1986 et poste un dossier victoires-défaites de 7-8 en 27 sorties, dont 21 départs à sa première saison.
En novembre 1986, il est transféré aux Pirates de Pittsburgh dans une transaction à cinq joueurs au cours de laquelle le vétéran lanceur Rick Rhoden prend le chemin de New York. Le jeune Drabek s'avère le joueur clé de l'échange, largement à l'avantage des Pirates,. Son acquisition est l'un des facteurs permettant à la franchise de tourner le dos à sa mauvaise fortune des années 1980, où elle a connu 6 saisons perdantes et n'a jamais remporté plus de 85 matchs en une saison, pour ensuite amorcer les années 1990 en gagnant trois titres de division consécutifs.
Drabek évolue 6 ans à Pittsburgh et y connaît ses meilleures saisons, franchissant à chaque fois le plateau des 10 victoires et celui des 15 victoires à quatre reprises.
Après une saison de 15-7 en 1988, il présente en 1989 une moyenne de points mérités de 2,80 en 35 sorties, avec 14 gains contre 12 revers. Sa meilleure saison est en 1990 alors qu'il mène la Ligue nationale avec 22 victoires, contre à peine 6 défaites. Il abaisse sa moyenne à 2,76 et gagne le trophée Cy Young comme meilleur lanceur de la ligue.
Le droitier est partie intégrante des trois conquêtes du championnat de la division Est par les Pirates de 1990 à 1992. Dans la Série de championnat contre les Braves d'Atlanta en 1991, il aide son équipe à remporter la première rencontre de la Série et lance un match complet dans le 6e affrontement, mais les Braves inscriront le seul point de la partie en 9e manche pour l'emporter 1-0. Drabek affiche une moyenne de points mérités de seulement 0,60 au cours de cette série, perdue par Pittsburgh. L'année suivante cependant, face à ces mêmes Braves, il encaisse 3 défaites en autant de départs en Série de championnat 1992.
Après deux saisons de 15 triomphes en 1991 et 1992, Drabek signe comme agent libre avec Houston, mais ses débuts attendus avec les Astros sont désastreux : il subit le plus grand nombre de défaites (18) parmi les lanceurs de la Nationale.
Il revient en force en 1994 avec une fiche de 12-6 et est invité au match des étoiles du baseball majeur avant que la grève des joueurs ne vienne mettre fin à la saison. Il quitte Houston après la saison 1996, puis s'aligne une saison avec les White Sox de Chicago (1997) et une avec les Orioles de Baltimore (1998) avant de se retirer.
En 398 parties dans les majeures, dont 387 départs, Doug Drabek affiche un dossier de 155-134 avec une moyenne de points mérités de 3,73 et 1594 retraits au bâton en 2535 manches lancées.

## Vie personnelle
Il est le père de Kyle Drabek, un lanceur qui fut le premier choix au repêchage des Phillies de Philadelphie en 2006 avant de débuter dans les majeures avec les Blue Jays de Toronto en 2010.